# Дуглас-Гамильтон, Джордж
Джордж Дуглас-Гамильтон, 1-й граф Оркни (англ. George Douglas-Hamilton, 1st Earl of Orkney; 9 февраля 1666, дворец Гамильтон, (Hamilton Palace), Гамильтон, графство Южный Ланаркшир, Шотландия — 29 января 1737, Лондон) — британский военный деятель, шотландский дворянин, первый генерал в Британской армии, получивший чин фельдмаршала (12 января 1736 года).
С 1710 по 1737 год Гамильтон занимал должность королевского губернатора Вирджинии, но никогда не появлялся в колониях, а управлял ими через своих заместителей, Спотсвуда, Дрисдейла и Гуча.

## Ранние годы
Лорд Джордж Дуглас-Гамильтон родился во дворце Гамильтон, был пятым сыном в семье Энн Гамильтон, 3-й герцогини Гамильтон и Уильяма Дугласа, графа Селкирка.
Военную карьеру начал под началом своих дядьев — лорда Джорджа Дугласа, 1-го графа Дамбартона, лорда Джеймса Дугласа и лорда Арчибальда Дугласа, 1-го графа Ормонда в 1-м пехотном полку (Royal Scots) (позже известном как His Majesty’s Royal Regiment of Foot).

## Военная карьера

### Ирландия и Исторические Нидерланды (Low Countries)
После поступления на военную службу, в 1689 году Дуглас был произведен в подполковники, а несколькими месяцами спустя получил временное повышение (brevet) до полковника. В составе 1-го пехотного полка участвовал в битве на реке Бойн и в сражении при Агриме (Aughrim) — решающих битвах Славной революции. Вскоре Дуглас получил в командование полк Королевских Фузелеров (The Royal Fusiliers (City of London Regiment)), во главе которого принимал участие в Войне Аугсбургской лиги: участвовал в сражении при Неервиндене (Ландене) (29 июля 1693 года) и в осаде Намюра (2 июля — 1 сентября 1695 года). Во время осады Намюра был серьёзно ранен; вскоре получил чин бригадного генерала.
В 1695 году женился на Элизабет Вильер, сестре Эдуарда Вильера, 1-го графа Джерси; год спустя был возведен в звание пэра Шотландии с титулами графа Оркни, виконта Киркуолла и барона Дечмонта.
В 1698 году он был назначен губернатором колонии Вирджиния, но никогда не появлялся в колонии, а управлял ею через заместителей.

### Война за Испанское наследство
Получив чин генерал-майора, принял участие в войне за Испанское наследство; сражался под началом герцога Мальборо. В 1704 году произведен в генерал-лейтенанты.
В Гохштедтском сражении (13 августа 1704 года) Дуглас возглавил решающую атаку на селение Гохштедт, принудив к сдаче его защитников. В июне 1705 года во главе своих войск совершил переход с целью деблокирования осажденной крепости Льеж. В сражении при Рамильи (23 мая 1706 года) возглавил преследование отступавших французских войск. Сыграл решающую роль в битве при Ауденарде (11 июля 1708 года). В 1708 году захватил два важных укрепления близ Турне. Во время отчаянной битвы при Мальплаке, войска под началом графа Оркни первыми ворвались в боевые порядки оборонявшихся французов, понеся при этом серьёзные потери. Оставался до конца войны во Фландрии. За это время граф получил чин полного генерала. После мирных переговоров, получил поощрение в виде почетного чина командующего полковника (англ. Colonel Commandant) 1-го пехотного полка — соединения в котором граф начинал свою военную карьеру.